# Pyrnus fulvus
Pyrnus fulvus is een spinnensoort uit de familie Trochanteriidae. De soort komt voor in het zuiden van Australië.